# Olle Åberg
Olof "Olle" Viktor Åberg (født 24. januar 1925 i Hofors, Sverige, død 20. december 2013) var en svensk mellemdistanceløber. Han var indtil 1944 medlem i Hofors AIF derefter Gefle IF. Han arbejdede med flere andre løbere som brandmand i Gävle. 
Olle Åberg deltog i De Olympiske Lege 1952 i Helsingfors, hvor han var nummer syv på 1500 meter med tiden 3.47,20. Han deltog i 16 landskampe mellem 1947 og 1956. Han havde adskillige topplaceringer på verdensranglisterne 1947-1953. Han vandt Dicksonpokalen i 1949 og 1951. 
Olle Åberg satte verdensrekord på 1000 meter med 2.21,3 m på KIF´s 60 års jubilæums stævne på Østerbro Stadion i København 10. august 1952, der han besejrede Gunnar Nielsen med kun 0,5 sekund. Sammen med Gefle IF's andre brandmænd, satte han fire verdensrekorder på 4 x 1500 meter og 4 x 1 engelsk mil 1947-1949. Svensk mester på 1500 m 1951. I alt tre individuelle SM-sølv og to bronze på 800 m og 1500 m 1949-1956. Seks SM guld i 4 x 1500 m og terrænløb 1947-1955, og en sølv og en bronzemedalje. 

## Personlige rekorder
- 800 meter: 1.49,3
- 1000 meter: 2.21,3
- 1500 meter: 3.45,4
- 1 mile: 4.04,2